# Eddie de Haas
Edgar O. „Eddie“ de Haas (* 21. Februar 1930 in Bandung, Java; † 22. Juni 2022 in Englewood, New Jersey) war ein US-amerikanischer Musiker (Kontrabass, Gitarre) des Modern Jazz niederländischer Herkunft. Für ihn war nach eigenen Worten als Musiker Charlie Christian ein großes Vorbild.

## Leben und Wirken
De Haas, dessen Vater Flötist war, spielte als Jugendlicher Ukulele und Hawaii-Folklore in Java. Er begeisterte sich Ende der 1940er Jahre für Jazz, siedelte 1946 von Java in die Niederlande und begann dort 1951 mit dem Bass-Spiel. Zunächst begleitete er Pia Beck, dann Don Byas. Er war 1952/53 mit Wally Bishop auf Europatournee, begleitete Bill Coleman, 1954/55 Martial Solal, Zoot Sims/Henri Renaud, Dave Amram/Bobby Jaspar und Chet Baker auf dessen Europa-Tourneen. 1956 spielte er mit Vera Auer und hatte ein eigenes Trio. 1957 ging er in die USA.
In den USA spielte er anfangs unter anderem mit Terry Gibbs, Miles Davis (1957), Bernard Peiffer, Sal Salvador, Benny Goodman, Charlie Mariano/Toshiko Akiyoshi, Blossom Dearie, Charlie Singleton, Chris Connor, Kenny Burrell, Roy Haynes und Kai Winding (1958/59). 1962 hatte er ein eigenes Quartett mit Bobby Jaspar. 1964/65 war er bei Gene Krupa und 1966/67 in Deutschland. Er war auch längere Zeit in Frankreich und anderen europäischen Ländern, war Anfang der 1960er Jahre in der Begleitband von Johnny Mathis und begleitete in den 1960ern Peter, Paul & Mary. 1964/65 arbeitete in Gene Krupas Bigband und mit Al Haig; danach war er als freischaffender Musiker tätig.
Seit den 1960er Jahren war er mit der Sängerin Geraldine Bey verheiratet, die damals Mitglied der Vokalgruppe Andy & the Bey Sisters um ihren Bruder Andy Bey war. 1968 zog er mit seiner Frau nach Chicago. Später begleitete er in Chicago regelmäßig durchreisende Musiker im Showcase. Er spielte in Chicago unter anderem mit Von Freeman, mit dem er auch aufnahm, und Jodie Christian. 1975 trat er auf dem Chicago Jazz Festival auf.
Er ist auch auf Alben von Mezz Mezzrow, Dave Amram, Bob Wilber (1982), Von Freeman (1992), Chet Baker, Roy Haynes, Sonny Stitt, Louis Smith, Sir Charles Thompson (Robbins’ Nest: Live at the Jazz Showcase) und Slide Hampton zu hören.
Das Ehepaar hatte zwei Kinder, Aisha de Haas und Darius de Haas (* 1968), beides Sänger, Darius de Haas auch Broadway-Musical-Darsteller. De Haas starb im Alter von 92 Jahren an den Folgen der Alzheimer-Krankheit.

## Diskographische Hinweise
- Chet Baker in Paris (Emarcy, 1955–56)
- Von Freeman: Never Let Me Go (Steeplechase, 1992)
- Al Haig: Al Haig Today! (Fresh Sound Records, 1965)
- Roy Haynes: Just Us (New Jazz/Fantasy, 1960)
- Zoot Sims & Henri Renaud (Emarcy, 1952–56)
- Sir Charles Thompson: I Got Rhythm (Delmark Records, 2001)

## Lexigraphische Einträge
- Carlo Bohländer, Karl Heinz Holler, Christian Pfarr: Reclams Jazzführer. 3., neubearbeitete und erweiterte Auflage. Reclam, Stuttgart 1989, ISBN 3-15-010355-X.
- Leonard Feather, Ira Gitler: The Biographical Encyclopedia of Jazz. Oxford University Press, New York 1999, ISBN 0-19-532000-X.
- Richard Cook, Brian Morton: The Penguin Guide to Jazz Recordings. 8. Auflage. Penguin, London 2006, ISBN 0-14-102327-9.